# Harpòxais
Harpòxais (en grec antic: Ἁρπόξαϊς Harpòxaïs), fill de Targítaos, segons la mitologia grega va ser un rei mític dels escites i progenitor d'aquest poble.
Diu Heròdot que era fill del primer rei, Targítaos, net de Zeus i germà de Colàxais i Lipòxais. La llegenda diu que un dia van caure del cel quatre objectes d'or: una arada, un jou, una copa i una sàgaris. Els germans es van acostar als objectes caiguts, primer Lipòxais i Harpòxais, però quan van anar a agafar-los, els objectes es van incendiar. Quan Colàxais ho va intentar, el foc es va apagar i els va poder agafar amb les mans. En veure el designi diví, Lipòxais i Harpòxais van abdicar i Colàxais va ser l'únic rei.